# Hypocrea protopulvinata
Hypocrea protopulvinata är en svampart som beskrevs av Yoshim. Doi 1972. Hypocrea protopulvinata ingår i släktet svampdynor och familjen Hypocreaceae.   Inga underarter finns listade i Catalogue of Life.